# Districte de Palaiseau
El Districte de Palaiseau és un dels tres districtes amb què es divideix el departament francès de l'Essonne, a la regió de l'Illa de França. Té 12 cantons i 68 municipis. El cap del districte és la sotsprefectura de Palaiseau.

## Composició

### Cantons
- Arpajon (en part)
- Athis-Mons
- Brétigny-sur-Orge
- Dourdan (en part)
- Gif-sur-Yvette
- Longjumeau
- Massy
- Palaiseau
- Ris-Orangis (en part)
- Sainte-Geneviève-des-Bois (en part)
- Savigny-sur-Orge
- Les Ulis

### Municipis
Els municipis del districte de Palaiseau, i el seu codi INSEE, son:
1. Angervilliers (91017)
2. Arpajon (91021)
3. Athis-Mons (91027)
4. Avrainville (91041)
5. Ballainvilliers (91044)
6. Bièvres (91064)
7. Boullay-les-Troux (91093)
8. Brétigny-sur-Orge (91103)
9. Breuillet (91105)
10. Briis-sous-Forges (91111)
11. Bruyères-le-Châtel (91115)
12. Bures-sur-Yvette (91122)
13. Champlan (91136)
14. Cheptainville (91156)
15. Chilly-Mazarin (91161)
16. Courson-Monteloup (91186)
17. Égly (91207)
18. Épinay-sur-Orge (91216)
19. Fontenay-lès-Briis (91243)
20. Forges-les-Bains (91249)
21. Gif-sur-Yvette (91272)
22. Gometz-la-Ville (91274)
23. Gometz-le-Châtel (91275)
24. Guibeville (91292)
25. Igny (91312)
26. Janvry (91319)
27. Juvisy-sur-Orge (91326)
28. Leudeville (91332)
29. Leuville-sur-Orge (91333)
30. Limours (91338)
31. Linas (91339)
32. Longjumeau (91345)
33. Longpont-sur-Orge (91347)
34. Marcoussis (91363)
35. Marolles-en-Hurepoix (91376)
36. Massy (91377)
37. Les Molières (91411)
38. Montlhéry (91425)
39. Morangis (91432)
40. La Norville (91457)
41. Nozay (91458)
42. Ollainville (91461)
43. Orsay (91471)
44. Palaiseau (91477)
45. Paray-Vieille-Poste (91479)
46. Pecqueuse (91482)
47. Le Plessis-Pâté (91494)
48. Saclay (91534)
49. Saint-Aubin (91538)
50. Sainte-Geneviève-des-Bois (91549)
51. Saint-Germain-lès-Arpajon (91552)
52. Saint-Jean-de-Beauregard (91560)
53. Saint-Maurice-Montcouronne (91568)
54. Saint-Michel-sur-Orge (91570)
55. Saint-Vrain (91579)
56. Saulx-les-Chartreux (91587)
57. Savigny-sur-Orge (91589)
58. Les Ulis (91692)
59. Vaugrigneuse (91634)
60. Vauhallan (91635)
61. Verrières-le-Buisson (91645)
62. Villebon-sur-Yvette (91661)
63. La Ville-du-Bois (91665)
64. Villejust (91666)
65. Villemoisson-sur-Orge (91667)
66. Villiers-le-Bâcle (91679)
67. Villiers-sur-Orge (91685)
68. Wissous (91689)